# Pradera del Ganso
Pradera del Ganso o Prado del Ganso (en inglés: Goose Green), a veces traducido erróneamente como Ganso Verde, es el nombre de un poblado en el istmo de Darwin, en la isla Soledad del archipiélago de las islas Malvinas. Se encuentra sobre el seno Choiseul, en el lado este del mencionado istmo, a 4 km al sur de Puerto Darwin.
Pradera del Ganso es un caserío y una estancia de 170 000 ha (430 000 acres) que tiene una tienda, un hipódromo, un colegio, un muelle y un pequeño aeródromo (que recibe vuelos regulares desde la capital isleña), existiendo lugares de interés cercanos, tales como el «Puente Colgante de Bodie» y el sitio del naufragio del Vicar of Bray, barco que participó en la fiebre del oro de California.

## Historia
Pradera del Ganso fue establecida en 1875, como el sitio de una fábrica de sebo.
Según la Enciclopedia Británica de 1911, en el umbral del siglo XX, muchos de los habitantes locales eran escoceses, lo que en parte se refleja en la cercana Brenton Loch (bahía de Ruiz Puente). Hubo trece personas registradas como viviendo allí en ese momento, que fue cuando comenzó a prosperar.
En 1911 se abrió una fábrica de conservas y enlatadora de carne en Pradera del Ganso, y tuvo un gran éxito durante nueve años debido a la Primera Guerra Mundial. Absorbió una gran proporción de los excedentes de ovejas, pero durante la depresión de los años de posguerra, la fábrica sufrido una grave pérdida y cerró en 1921. Las latas de carne eran de marca Malvinera.
A pesar de ese contratiempo, un año más tarde, el asentamiento creció después de que se convirtió en la base de la granja de ovejas en Lafonia de la Falkland Islands Company en 1922, la población se elevó a casi 200, con un mejor manejo de ovejas y lana. En 1927 un enorme establecimiento para la esquila de ovejas fue construido, reivindicando ser el más grande del mundo, con una capacidad para cinco mil ovejas. En 1979, 100 598 ovejas fueron esquiladas en Pradera del Ganso.
Hasta la década de 1970, Pradera del Ganso fue el sitio de una escuela, dirigida por el estado británico, en la que había 40 lugares para niños de la campiña (Camp). La escuela más tarde fue transferida a Puerto Stanley. En 1982 la escuela fue un refugio argentino, el cual fue incendiado. Una nueva escuela fue luego construida.
Actualmente es parte de la Falkland Landholdings Corporation, una empresa de gestión estatal. Hay dos edificios más, el Stone Cottage y el village hall.
En la zona se encuentran las antenas radar de las islas Malvinas, que forman parte de la Red de Radar de Aurora Dual Súper (SuperDARN), una red  internacional de radares para el estudio de la atmósfera superior y la ionósfera. El conjunto, compuesto por 16 antenas de 50 metros de altura, comenzó a trabajar en 2010.

## Guerra de las Malvinas
Durante la Guerra de las Malvinas, el 4 de abril de 1982 Pradera del Ganso y Puerto Darwin fueron ocupados por la Compañía "C" del Regimiento de Infantería N° 25 del Ejército Argentino mediante una operación helitransportada, sin hallar oposición. Más de un centenar de isleños fueron encarcelados en la sala de la comunidad, mientras que más de 1.200 soldados argentinos ocuparon el asentamiento y los alrededores de Darwin, manteniendo la pista de aterrizaje de la zona en condiciones operativas. 
Fue objeto de la primera batalla terrestre del conflicto, ya que estaba relativamente cerca del sitio de desembarco británico en San Carlos, y los británicos buscaban obtener una primera victoria, aunque el sitio no era necesariamente de importancia militar. La zona sigue estando fuertemente minada.

## Población
Pradera del Ganso es el mayor asentamiento del Camp y el segundo de las islas, después de Puerto Argentino/Stanley. Hacia 1911, habitaban unas 13 personas. Durante su auge, en las décadas de 1920 en adelante, alcanzó casi los 200 habitantes. La población del establecimiento ha disminuido desde la Guerra de las Malvinas. En 1982 había más un centenar de residentes y en 2009 quedaban 40. El mismo dato se repitió en el censo de 2012.
| Gráfica de evolución demográfica de Pradera del Ganso entre 1911 y 2012          |
|                                                                                  |
| Fuentes: Falkland Islands Census 2012 y Strange, Ian (1983) The Falkland Islands |

## Galería

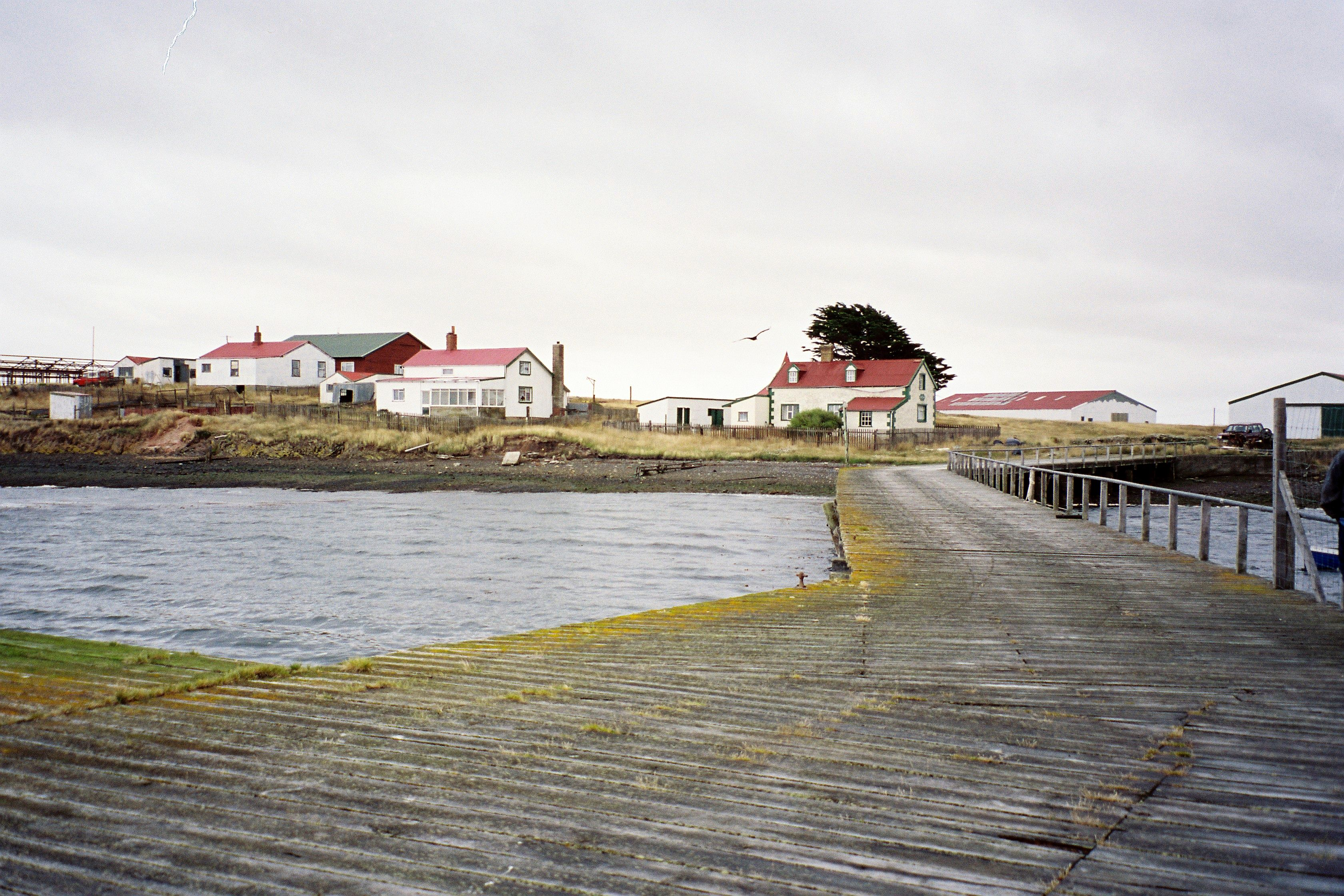
Otra vista del asentamiento
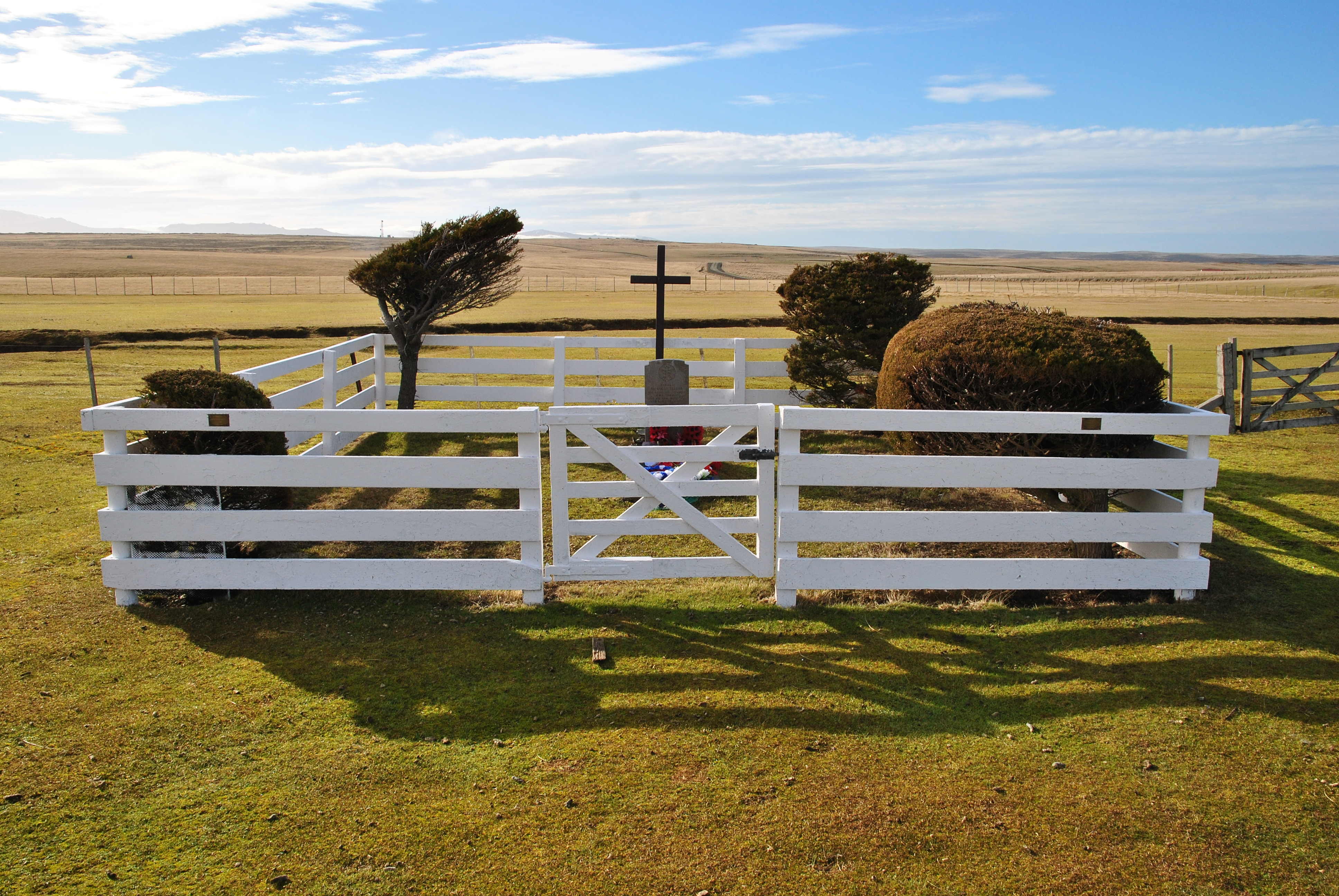
Sepultura de militar británico caído durante la batalla de Pradera del Ganso.